# Ferdinand Brütt
Ferdinand Martin Cordt Brütt (* 13. Juli 1849 in Hamburg; † 6. November 1936 in Bergen bei Celle) war ein deutscher Genre-, Porträt-, Historien- und Landschaftsmaler.

## Leben und Wirken

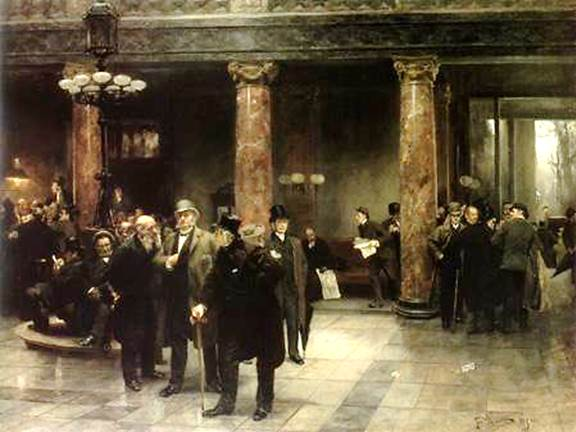
An der Börse, 1888

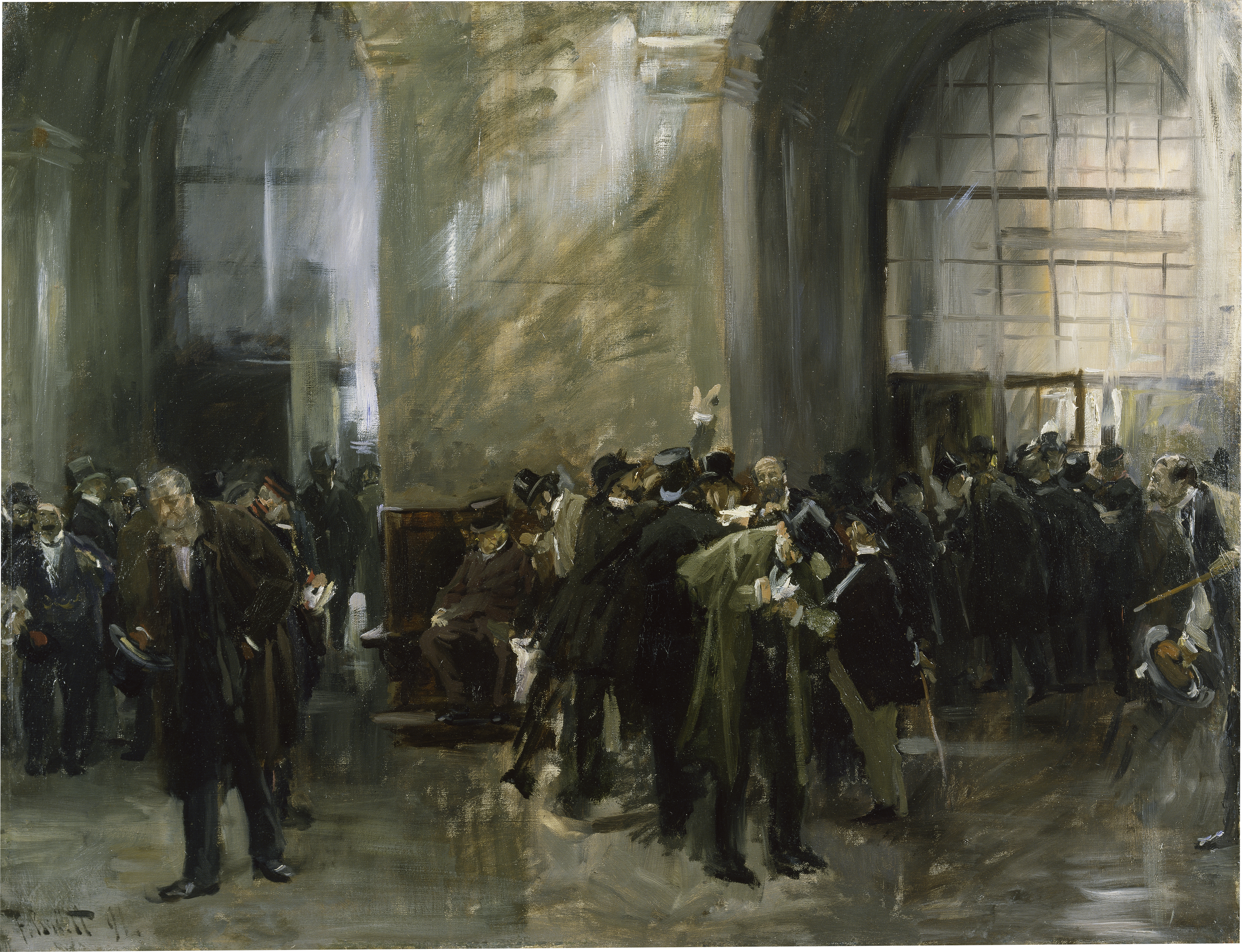
In der Börse, 1891, Städelsches Kunstinstitut

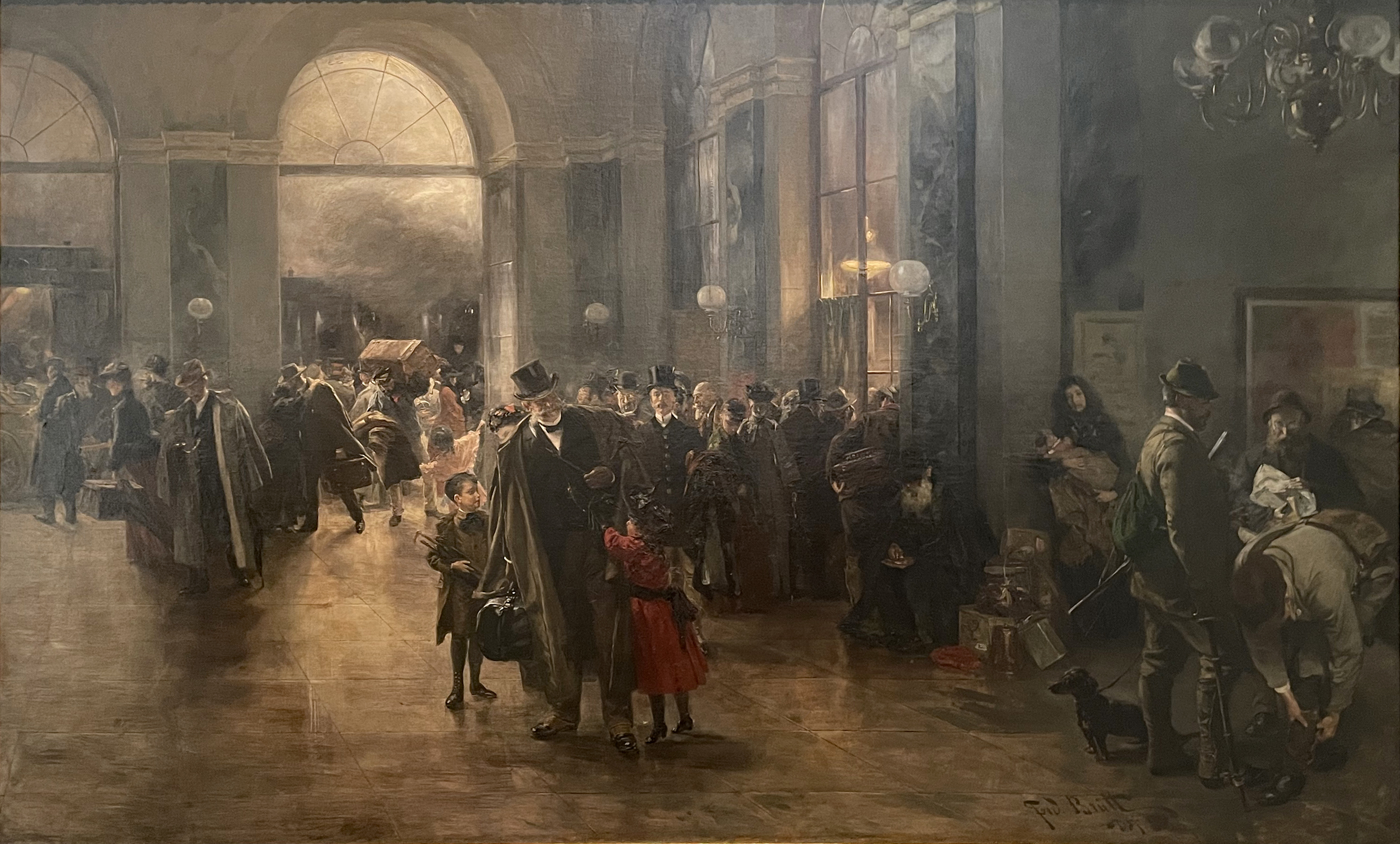
Der alte Bergisch-Märkische Bahnhof in Düsseldorf, um 1893, Stadtmuseum Düsseldorf

Nach einer Lithografenlehre erhielt Brütt weiteren künstlerischen Unterricht an der Hamburger Kunstgewerbeschule, wo er Schüler von Günther Gensler und Friedrich Heimerdinger war. Auf deren Empfehlung konnte Brütt im Herbst 1870 an die Großherzoglich-Sächsische Kunstschule in Weimar wechseln und wurde dort u. a. von den Historienmalern Ferdinand Pauwels, Albert Baur und Karl Gussow unterrichtet. Besonders Baur, der die monumentalen Ideen seines Lehrers Alfred Rethel weiterentwickelte, beeinflusste Brütt sehr.
Als 1876 Baur einen Ruf an die Kunstakademie Düsseldorf annahm, ging Brütt mit und entwickelte im Milieu der Düsseldorfer Malerschule parallel zu Christian Ludwig Bokelmann das Genre der Gerichtsbilder. Dabei konnte Brütt auf eigene Erfahrungen zurückgreifen, da er selbst einige Zeit als Geschworener verpflichtet war. Dieses Genrethema war zu seiner Zeit bereits in der belgischen Malerei durch Louis Gallait und Hendrik Leys aufgegriffen und gestaltet worden. Brütt und Bokelmann belebten es mit eigenen Ideen. Neben dramatischen Gerichtsszenen stellte Brütt in den 1880er und 1890er Jahren auch das Börsengeschäft und Aufsichtsratssitzungen dar.
1889 unternahm Brütt eine längere Studienreise nach Italien, wo er weniger die „alten Meister“ studierte als sich von der Landschaft inspirieren ließ. Aus demselben Grund bereiste Brütt auch mehrmals die Alpen und die Nordseeküste. 1893 wurde Brütt zum „ordentlichen preußischen Professor“ ernannt. Damit war auch eine Lehrverpflichtung an der Düsseldorfer Akademie verbunden.
Die Jahre zwischen 1898 und 1920 lebte und wirkte Brütt in Kronberg/Taunus. Hier erwarb er für 45.000 Mark eine Villa mit Garten an der Frankfurter Straße 23. Bald freundete er sich mit seinem Nachbarn, dem Maler Anton Burger, an. Auch zu anderen Protagonisten der Kronberger Malerkolonie knüpfte er freundschaftliche Kontakte, so etwa zum Pferdemaler Adolf Schreyer und zum Porträtisten Norbert Schrödl, der der in Kronberg ansässigen Kaiserin Friedrich privaten Malunterricht gab. Von 1906 bis 1913 schuf er für die Stadt Frankfurt mehrere große Wand- und Deckengemälde. 1905 erhielt er den Auftrag der Ausgestaltung des großen Bürgersaales im Rathaus von Frankfurt am Main. In Frankfurt war er im Austausch mit Wilhelm Trübner, Rudolf Gudden, Robert Hoffmann, Paul Klimsch und Ottilie Roederstein.

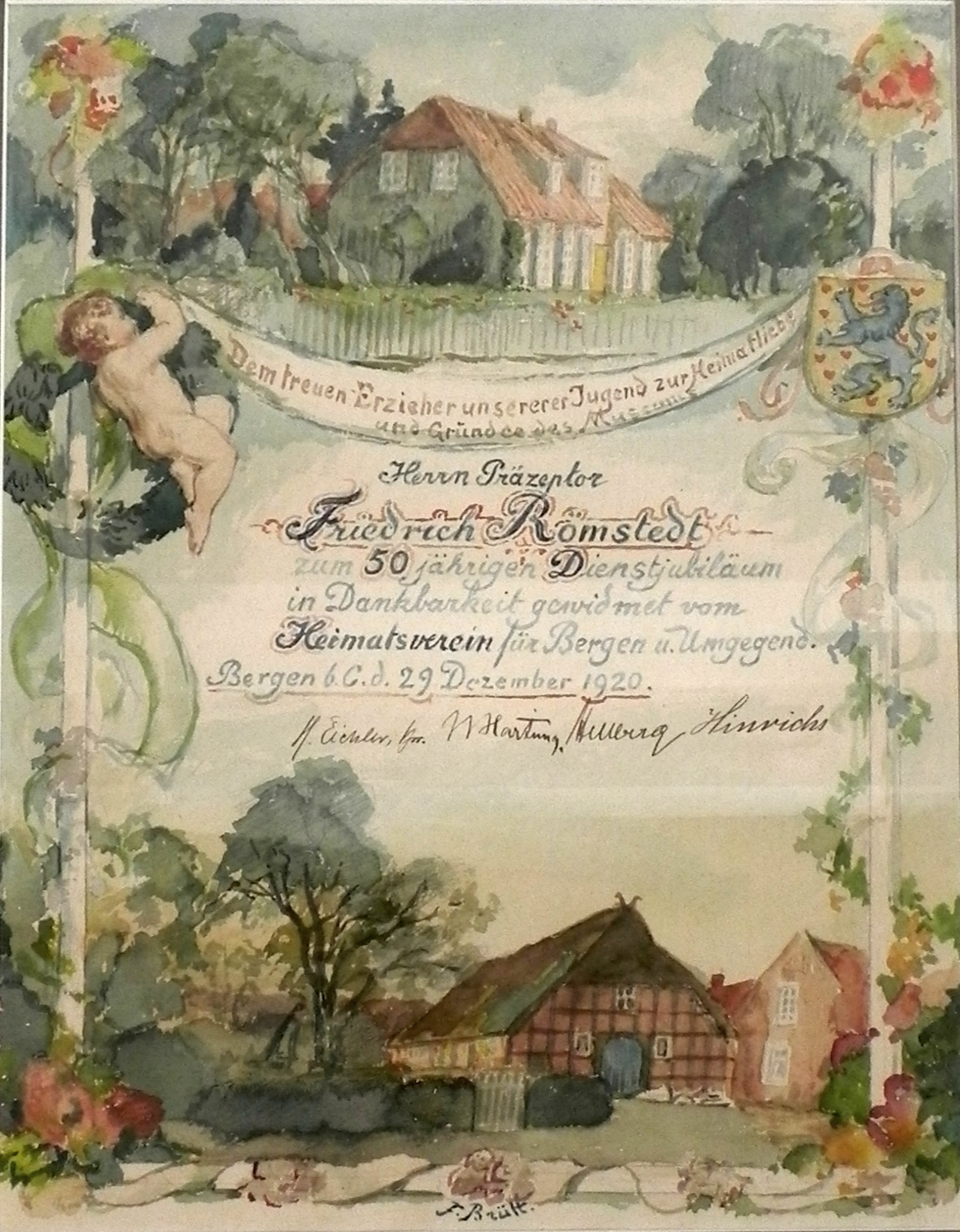
Zeichnung zum 50. Dienstjubiläum von Präzeptor Römstedt, dem Gründer des Heimatmuseums in Bergen

1920 ließ er sich in Bergen im Landkreis Celle nieder. Mit seiner Frau Ida zog er in das Haus seines Schwiegersohnes, des Amtsgerichtsrats Ernst von Briesen (1879–1966). 
In Düsseldorf entwickelte Brütt eine charakteristische Art des Impressionismus, bei der er den Schwerpunkt auf die Farbe des bewegten Gesamteindrucks und nicht auf Details legte. Zu künstlerischer Meisterschaft brachte er es in der Darstellung vielfiguriger Gerichts-, Gesellschafts- und Großstadtszenen. Auch Bilder mit religiösen Inhalten (zum Beispiel Golgata oder Christus der Sieger) schuf er. Brütts Frühwerk reicht bis etwa Ende der 1870er Jahre. Darauf folgen Werke, bei denen er die Darstellung von Licht und Farbe, insbesondere in Innenräumen, vervollkommnete. In Brütts Spätwerk ab ungefähr 1902 dominieren monumentale Landschaften.
Ferdinand Brütt war ein entfernter Verwandter des Bildhauers Adolf Brütt. Er war Mitglied im Deutschen Künstlerbund. Von 1877 bis 1898 gehörte er dem Künstlerverein Malkasten an. Er starb im Alter von 87 Jahren am 6. November 1936 in Bergen. Begraben wurde er in Düsseldorf. Der Kunstkritiker Friedrich Schaarschmidt würdigte ihn 1902 als „charaktervollsten Künstler auf dem Gebiet des modernen Genres“.

## Werke (Auswahl)
- Bauerdeputation
- Des Landes Hoffnung (1876)
- Klavierstunde (1877)
- Alter Mann mit schwarzem Hut
- Freigesprochen
- Beim Pfandverleiher
- Vor den Geschworenen
- Herbststimmung
- An der Börse (1888)
- In der Börse (1891)

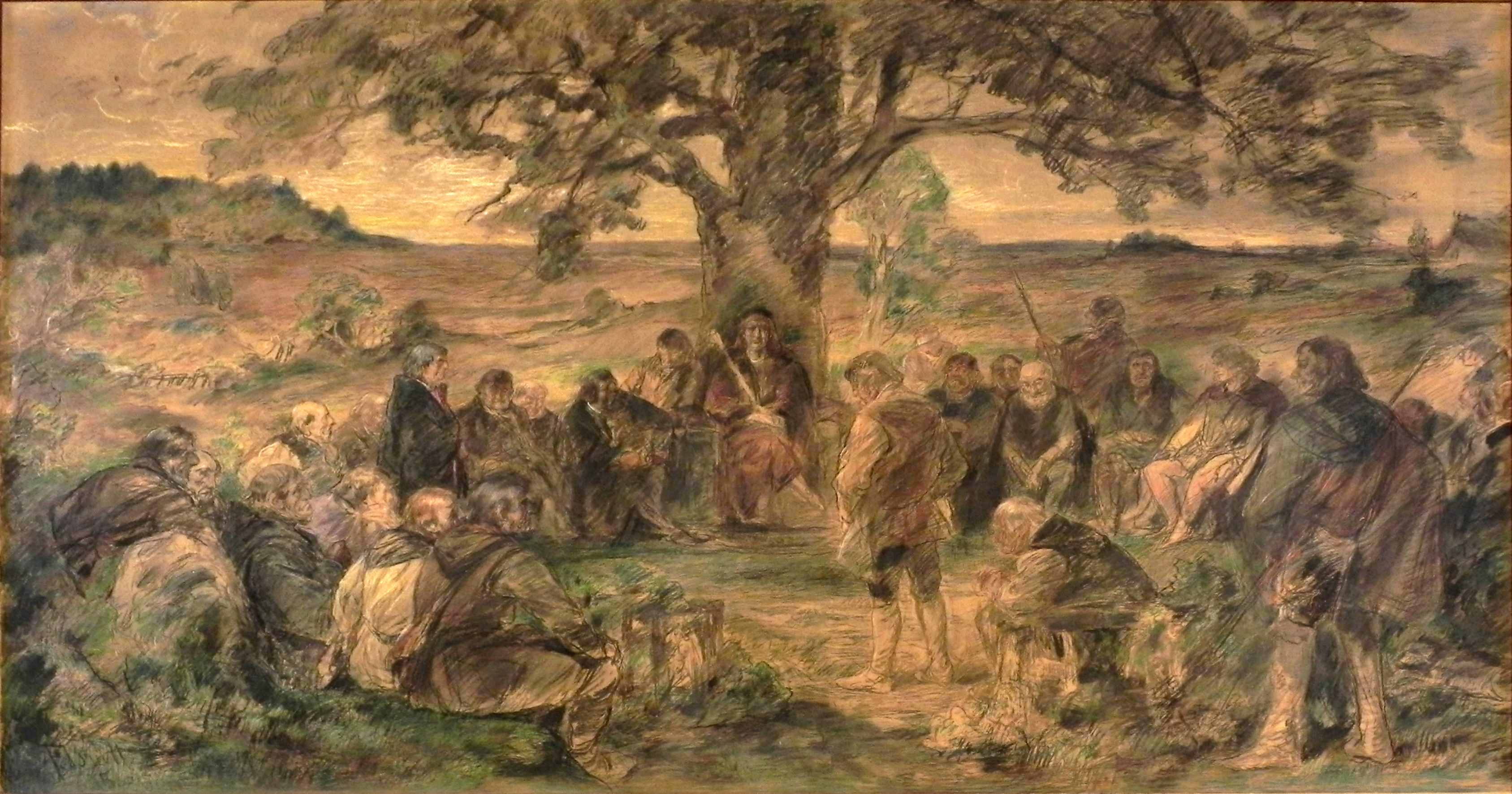
Vorarbeit zu dem Gemälde Gogericht (1925)

- Christus am Ölberg (Altargemälde, Martin-Luther-Kirche Falkenstein/Ts.)
- Die Stunde der Entscheidung im Gerichtssaal (1892)
- Golgatha (1895)
- Brütts Töchter beim Lesen (1898)
- Einführung des jungen Pfarrers in der evangelischen Kirche in Kronberg (um 1904)
- Tennisturnier in Bad Homburg (1917)
- Das Gogericht (1925)

## Ausstellungen (Auswahl)
- 2007: Ferdinand Brütt 1849–1936. Erzählung und Impression. 18. März bis 15. Juli, Museum Giersch, Frankfurt am Main
- 2019: Hamburger Schule – Das 19. Jahrhundert neu entdeckt. 12. April bis 14. Juli, Hamburger Kunsthalle